# Tom Broadley
Pour les articles homonymes, voir Broadley.

b Matchs officiels uniquement.
Thomas Broadley, né le 18 août 1871 à Bingley et mort le 26 novembre 1950 à Bradford, est un joueur de rugby à XV international anglais évoluant au poste d'avant.

## Palmarès
Tom Broadley ne remporte pas le Tournoi britannique en trois participations, il finit une fois second et deux fois à la troisième place.
| Édition                  | Rang | Résultats Galles | Résultats T. Broadley | Matchs T. Broadley |
| ------------------------ | ---- | ---------------- | --------------------- | ------------------ |
| Tournoi britannique 1893 | 3    | 1 v, 0 n, 2 d    | 0 v, 0 n, 2 d         | 2/3                |
| Tournoi britannique 1894 | 2    | 1 v, 0 n, 2 d    | 1 v, 0 n, 2 d         | 3/3                |
| Tournoi britannique 1896 | 3    | 1 v, 0 n, 2 d    | 0 v, 0 n, 1 d         | 1/3                |

Légende : v = victoire ; n = match nul ; d = défaite ; la ligne est en gras quand il y a grand chelem.

## Statistiques en équipe nationale
En quatre ans, Tom Broadley dispute six matchs avec l'équipe d'Angleterre et il participe à trois tournois britanniques.
| Année | Compétition         | Matchs | Points | Essais | Gal | Éco | Irl |
| ----- | ------------------- | ------ | ------ | ------ | --- | --- | --- |
| 1893  | Tournoi britannique | 2      | -      | -      | 1   | 1   | -   |
| 1894  | Tournoi britannique | 3      | -      | -      | 1   | 1   | 1   |
| 1896  | Tournoi britannique | 1      | -      | -      | -   | 1   | -   |
| Total | Total               | 6'     | 0      | 0      | 2   | 3   | 1   |